# Sitio arqueológico de Tintignac
Tintignac es una aldea cerca de Naves en la región francesa de Corrèze. Es principalmente conocido por los restos arqueológicos de un santuario donde se han encontrado artefactos galos y galo-romanos, incluyendo siete carnyces (trompetas de guerra) y cascos ornamentados. El sitio está clasificado en la Lista de monumentos históricos de 1840.

## Orígenes
El pueblo se conoce desde el siglo XII, utilizando la grafía occitana de Tintinhac. Está asociado con Arnaut de Tintinhac, trovador y señor de Tintinhac que nació en el castillo de Tintignac, probablemente como vasallo del vizconde de Turenne de la casa de La Tour d'Auvergne. Cuatro de sus poemas han sobrevivido.

## Sitio arqueológico

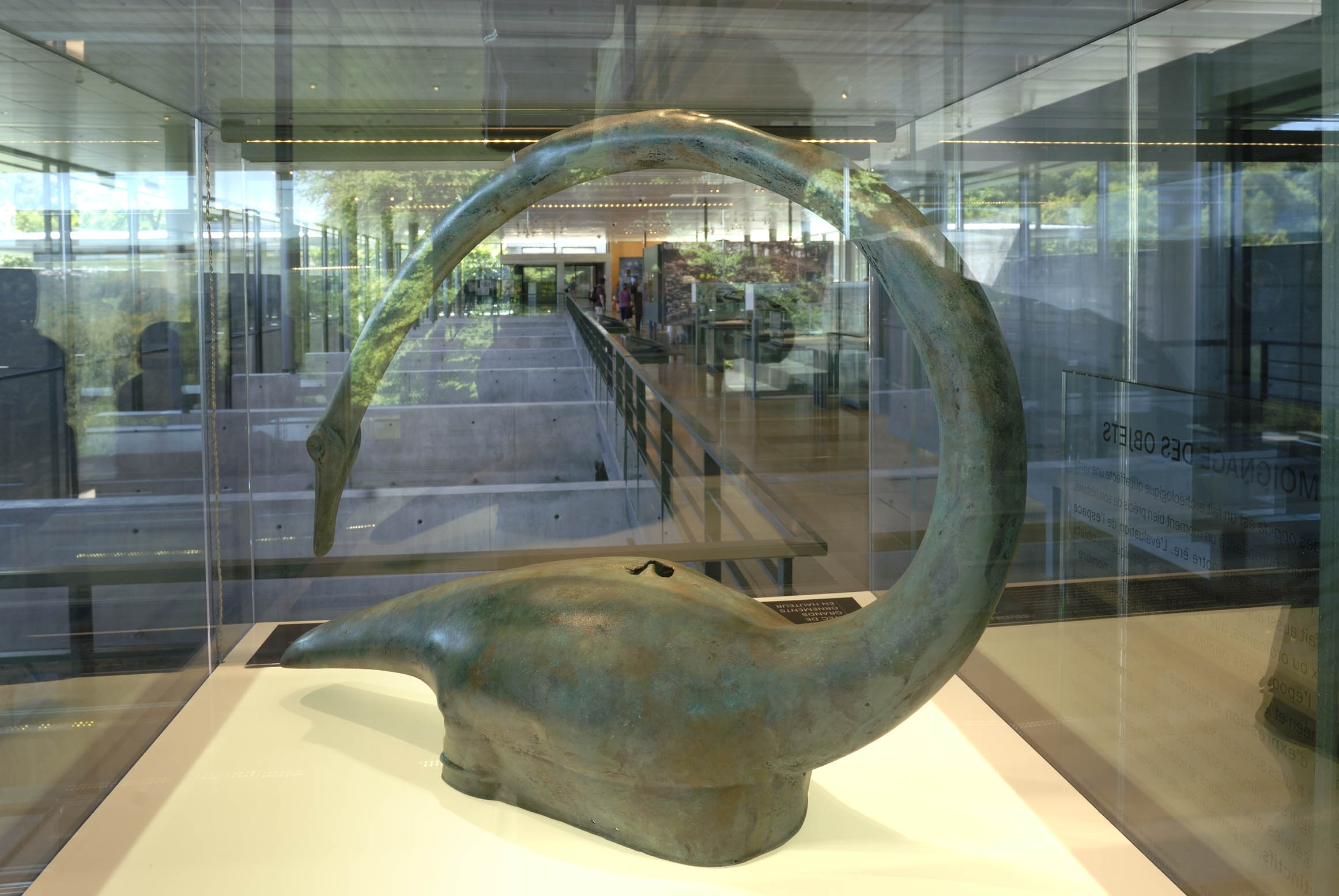
Copie de casque en bronze orné d'un volatile (IIIe-IIe s. av. J.-C.). provenant d'un dépôt dans le sanctuaire de Tintignac (Corrèze). Musée de Bibracte, Bourgogne.

El yacimiento galo y galo-romano está situado en la meseta de Naves, al norte de las localidades de Naves y Tulle, en las estribaciones al este del Puy l'Aiguille, al oeste de la cumbre del Peuch Redon. Alrededor del santuario, los investigadores han descubierto rastros de ocupación y actividad densa.[cita requerida]
El sitio fue descubierto en el siglo XIX y está clasificado en la lista de monumentos históricos de 1840 después de la revisión del inspector general de monumentos históricos, Prosper Mérimée y Abel Hugo.
En septiembre de 2004, se descubrieron unos 500 fragmentos de objetos de hierro y bronce en un pozo galo. Los objetos incluían una docena de espadas y vainas, puntas de lanza de hierro, un escudo, diez cascos de bronce y un pájaro de hierro (se encuentra un gruido o un cisne en algunos artículos de lemovices ), 2 cabezas de animales, incluido un caballo, un cuerpo de animal en conexión con las dos patas traseras, una pata delantera, un caldero y siete carnyces (un instrumento de viento de los celtas de la Edad del Hierro ) y una trompeta de guerra casi completa. Los primeros objetos encontrados en el contexto de un santuario galo. Estos objetos militares y religiosos únicos ahora están siendo estudiados por el equipo dirigido por Christophe Maniquet, jefe científico del sitio de Tintignac. En 2009, se descubrió un acueducto de 2 metros de altura que alimenta un pozo de 13 metros de profundidad.[cita requerida]

## Conservación
Los artículos fueron restaurados por el laboratorio Materia Viva en Toulouse y exhibidos en Tulle antes de embarcarse en una serie de exposiciones internacionales que comenzaron en Berna (Suiza).[cita requerida]

## Objetos
Los objetos encontrados en Tintignac se exhibieron en la exposición de 2012 Les Gaulois, une expo renversante (Los galos, una exposición impresionante).
|                                    |
| Un Carnyx encontrado en Tintignac. |

|                                    |
| Un Carnyx encontrado en Tintignac. |

|                                    |
| Un Carnyx encontrado en Tintignac. |

|                                                              |
| Casco en forma de cabeza de pájaro, encontrado en Tintignac. |

|                                                               |
| Evocación de una ceremonia gala en el santuario de Tintignac. |